# Cristian Molinaro
Cristian Molinaro (Vallo della Lucania, 1983. július 30.) olasz labdarúgó, 2014 óta a Torino FC védője. Főleg támadó bal bekket játszik, de már volt középső védő is.

## Klubcsapatokban

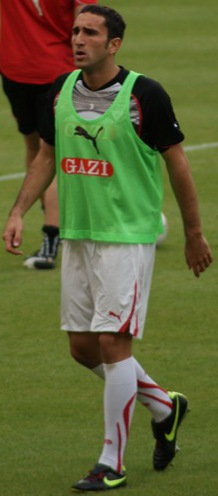
Cristian edz a Stuttgarttal

### A kezdetek
5 évesen kezdett játszani a Vallo della Lucaniai Gelbisonban, mielőtt a Salernitana uránpótlásába került.
A 2002–03-as szezonban bemutatkozott a másodosztályban. Két szezont töltött a csapatban stabil kezdőként, első gólját a 2004–05-ös szezonban szerezte a Bari ellen. 2005-ben a Sienába igazolt, ahol 2 szezont töltött.

### Siena és Juventus
2005-ben felfigyeltek rá a Juventus játékosmegfigyelői, akik szerződtették, majd közös tulajdonba vették a Sienával, ahol már számos Juventus-játékos szerepelt kölcsönben. A Serie A-ban 2005. szeptember 18-án debütált a Siena - Palermo (1–2) meccsen, első szezonjában volt fent és lent is; kiszorította a kezdőből a tapasztaltabb Gianluca Falsini.
A 2006–07-es szezonban a Juventust a 2006-os olasz labdarúgóbotrány miatt visszasorolták a másodosztályba, így Molinaro a Falsinitől megváló Sienában maradhatott, ahol balhátvédként kapott szerepet. A 38 bajnokiból 36-on játszott, mind a két kupameccsen pályára lépett.
2007. június 20-án, nem sokkal az átigazolási időszak pörgése előtt a Juventus 2,5 millió euróért visszavásárolta. A 2007–08-as szezonban, 24 évesen kiharcolta a kezdőcsapatba kerülést a bal szélen, mivel Giorgio Chiellini középen játszott.
Második szezonjában 2008. augusztus 13-án debütált a Bajnokok Ligája első selejtezőkörében, 4–0-ra nyertek a Petržalka ellen, tehát jól sikerült európai debütálása.
2008. november 28-án 2013-ig meghosszabbította szerződését. A 2008–09-es szezon hamarább véget ért számára egy perineális vérömleny miatt.

### Stuttgart
Nyáron két válogatott labdarúgó, az olasz Fabio Grosso és az uruguayi Martín Cáceres érkezett, Molinaro 2010. január 15-én a 2009–10-es szezon végéig szóló kölcsönszerződést kötött a VfB Stuttgarttal. 2010. június 1-én a Stuttgart érvényesítette opcióját és 2014. június 1-ig elkötelezte Molinarót a klubhoz. A Juventus június 14-én jelentette be, hogy 3,9 millió euróért az üzlet véglegessé vált.

### Parma
A 2013–14-es Bundesliga-szezon első felében Molinaro mindössze 1 meccsen lépett pályára. A Kicker és a média  egybehangzóban állította, a VfB Stuttgart megválik tőle. Január 30-án a Parma bejelentette, szerződtették az olasz hátvédet. 2014. február 16-án meglőtte első parmai gólját, az Atalanta elleni idegenbeli meccsen övé volt a találkozó első gólja. Hamarosan megszerezte második gólját is volt csapata, a Juventus ellen.

### Torino
2014. június 16-án egyéves szerződést kötött a Torinóval.

## Válogatottban
Molinarot először 2010. augusztus 6-án az új szövetségi kapitány, Cesare Prandelli hívta be a válogatottba. Augusztus 10-én debütált, Elefántcsontpart ellen kezdőként lépett pályára.